# ホルチン
ホルチン（モンゴル語: Хорчин、ᠬᠤᠷᠴᠢᠨ　中国語：科爾沁、ラテン文字表記：Khorchin）は、15世紀前期に形成されたモンゴルの一部族。その遠祖はチンギス・カンの弟のジョチ・カサル。

## 概要
チンギス・カンは生前、自分の諸子と諸弟などの親族に、それぞれ遊牧地を割り当て、次弟のジョチ・カサルにはモンゴル高原の東北、アルグン川からホロン・ノールおよび、ハイラル川にいたる地方が与えられた。ジョチ・カサルの子孫は王（オン）と呼ばれ、その直系は代々ホルチン部の領主となった。ダヤン・ハーンの時代には「王の者たち」という意味で、オンリュートと呼ばれる集団に属した。
1624年、ホルチン部の王族は後金（後の清朝）のヌルハチと姻戚関係となり、同盟を結ぶ。後金（清朝）の第2代皇帝ホンタイジの5人の皇后のうち、3人はホルチン部出身であり、第3代皇帝順治帝はその子であるため、第4代皇帝康熙帝共々モンゴル語に堪能であった。
清代には内蒙古六盟のジェリム（哲里木）盟四部十旗に属し、そのうちの六旗がホルチン（科爾沁）部であった。また、ジョーオダ（昭烏達）盟八部十一旗にはアルホルチン（阿魯科爾沁）部一旗がある。

## 歴史

### ホルチン部の形成
モンゴル年代記の一つ、『恒河の流れ』ではジョチ・カサルの五世孫をブシュー(Бушуу)とし、アグサカルダイ(Агсахалдай)、アルグ・テムル(Аруг  Төмөр)、エスンク(Eсөнхү)を経てバートル・シューシテイ(баатар Шигүшидзй)がカサル家当主になったと記す。多くのモンゴル年代記ではバートル・シューシテイが最初に言及されるホルチン部の統治者であるため、バートル・シューシテイがホルチン部の事実上の創始者であると見られる。バートル・シューシテイはアダイ・ハーンやタイスン・ハーンに仕えるモンゴルの有力諸侯の一人であったが、タイスン・ハーンを弑逆したエセン・タイシによって殺されてしまった。
バートル・シューシテイの死後、その息子ボルナイがホルチン部の統治者となったが、オンリュート内の最有力者となったのはベルグテイの後裔モーリハイ王であった。モーリハイ王はモーラン・ハーンを擁立することで権勢を極めたものの、そのモーラン・ハーンと対立してこれを弑逆したため、最終的にボルナイに殺されることとなった。モーリハイを殺しその勢力を吸収したボルナイであったが、モーリハイのようにハーンを擁立することができず、オイラトのオシュ・テムルに敗れて衰退した。
ボルナイに代わってホルチン部の統治者となったのはその弟ウネ・ボラトであり、バト・モンケ(後のダヤン・ハーン)が即位した頃にはモンゴルの有力諸侯の一人として知られていた。ウネ・ボラトはマンドゥールン・ハーンの未亡人マンドフイ・ハトンに目をつけ、マンドフイと再婚すればマンドゥールンの遺産を受け継ぐことができ、ハーンにも即位できるだろうと考えてマンドフイに求婚した。しかしマンドフイ・ハトンはチンギス・ハーンの血を引くバト・モンケがまだ健在であるのにジョチ・カサルの後裔と結婚することはできないとして、バト・モンケと結婚し彼をハーンに即位させた。以後のウネ・ボラトの動向は不明であるものの、後にダヤン・ハーンが右翼3トゥメンとダラン・テリグンで戦った際にはホルチン部はダヤン・ハーンの下で戦ったことが記録されているため、ダヤン・ハーンに服属したものと見られる。
ジョチ・カサルから14代後、ボルナイの孫にあたるクイメンクタスハラ（奎蒙克塔斯哈喇）には子が二人おり、長男のボディダラ（博第達喇）はジョルゴル・ノヤン（卓爾郭勒諾顔）と号し、次男のノムンダラ（諾捫達喇）はガルジク・ノヤン（噶勒済庫諾顔）と号した。ボディダラには9人の子がおり、長男のジジク（斉斉克）はバートル・ノヤン（巴図爾諾顔）と号し、トシェート・チンワン（土謝図親王）のオーバ（奥巴）、ジャサクト・ギュンワン（扎薩克図郡王）のブダジ（布達斉）二旗の祖となる。次男のナムサイ（納穆賽）はドラル・ノヤン（都喇勒諾顔）と号し、ダルハン・チンワン（達爾漢親王）のマンジュシリ（満珠習礼）、ビントゥ・ギュンワン（冰図郡王）のホンゴル（洪果爾）、ベイレ（貝勒）のドンゴル（棟果爾）三旗の祖となる。三男のウバシ（烏巴什）はエトファン・ノヤン（鄂特歓諾顔）と号し、ゴルロス（郭爾羅斯）部の祖となる。四男のウヤンダイホトゴル（烏延岱科托果爾）、五男のトドバートルハラ（托多巴図爾喀喇）、六男のバイシン（拜新）、七男のエルジグ・ジョリクト（額勒済格卓哩克図）等の後裔は不明。八男のアイナガ（愛納噶）はチェチェン・ノヤン（車臣諾顔）と号し、ドルベト（杜爾伯特）部の祖となる。九男のアミン（阿敏）はバガ・ノヤン（巴噶諾顔）と号し、ジャライト（扎賚特）部の祖となる。ノムンダラの子は一人で、ジェグルドゥ（哲格爾徳）といい、ジャサク（扎薩克）鎮国公のラマシシ（喇嘛什希）一旗の祖となる。
明の洪熙年間（1425年）、ホルチン部はオイラトに破られ、嫩江に避難し、同族にアルホルチン（阿魯科爾沁）部がいたため、嫩江ホルチンと号して別となる。ジャライト，ドルベト，ゴルロスの三部は共に遊牧し、チャハル部に服属した。

### 後金への帰服
1593年、ホルチンのタイジ（Taiji、台吉）であるチェチェク（Cecek、斉斉克）の子のウンガダイはナムサイ（Namusai、納穆賽）の子のマングス（Manggūs、莽古斯），ミンガン（Minggan、明安）等と、海西女真のイェヘ（Yehe、葉赫）部タイジのブジャイ（Bujai、布斎）に随い、ハダ，ウラ，ホイファ，シベ（Sibe、錫伯），グワルチャ（Gūwalca、卦爾察），ジュシェリ（Jušeri、珠舎里），ネイェン（Neyen、納殷）の諸部とともに建州女真（Manju、満洲）に侵攻した (→参照：古勒山の戦)。イェヘ連合軍はヘジゲ（Hejige、赫済格）城を攻めたが下せず、その後もヌルハチに敗れた。ミンガンは馬を乗り捨て裸で遁走し、ウンガダイはウラ部のタイジであるブジャンタイを助けたが、満洲軍によって敗北した。ここにおいてマングス，ミンガン，ウェンゴダイは前後して満洲に遣使を送って好を乞うた。
後金の天命9年（1624年）、ウンガダイの子のオーバ（Ooba、奥巴）は一族を率いて後金に帰順した。このため、ホルチン部がチャハル部に侵攻された時、後金はこれを援けて包囲を解いてやった。天聡2年（1628年）、大軍を会してチャハル部を征した。天聡3年（1629年）、ホルチン部は後金の明征伐に従い、遵化州で勝利し、北京を包囲した。天聡5年（1631年）、大凌河を囲み、その将である祖大寿を降した。天聡6年（1632年）、後金の大同・宣府攻略に従う。天聡8年（1634年）、再び明征伐に従う。天聡10年（1636年）春、後金軍はチャハル部を降し、元朝の伝国の玉璽を獲得した。オーバの子のトシェート・ジノン・バダリシェ・タイジ（土謝図済農巴達礼偕台吉）であるウクシャン（Ukšan、烏克善），マンジュシリ（Manjusiri、満珠習礼），ブダチ（Budaci、布達斉），ホンゴル（Honggor、洪果爾），ラマスヒ（Lamashi、喇嘛什希），ドンゴル（Donggor、棟果爾）等、及びジャライト（Jalait、扎賚特）部，ドルベト（Durbet、杜爾伯特）部，ゴルロス（Gorlos、郭爾羅斯）部，ハラチン（Haracin、喀喇沁）部，トゥメト（Tumet、土黙特）部，アオハン（Auhan、敖漢）部，ナイマン（Naiman、奈曼）部，バアリン（Barin、巴林）部，ジャルート（Jalut、扎魯特）部，アルホルチン（Aru Karacin、阿魯科爾沁）部，オンリュート（Ongliγud、翁牛特）部の諸部族長は後金に来朝し、祝賀した。

### 清朝統治下の活動
崇徳元年（1636年）4月、後金は清と改称し、皇帝のホンタイジは詔でホルチン部に五つのジャサク（Jasak、扎薩克）を設け、バダリ（Badari、巴達礼），マンジュシリ，ブダチ，ホンゴル、ラマスヒにそれぞれ分領し、親王（cin wang、チンワン）、郡王（giyūn wang、ギュンワン）、鎮国公（トシェグン）の爵を授けた。崇徳2年（1637年）、カムニカン（Kamnikan、喀木尼堪）部・朝鮮征伐に従軍する。崇徳3年（1638年）、ハルハ（Halha、喀爾喀）を征す。崇徳4年（1639年）春、ソロン（Solon、索倫）を征す。秋、明の杏山と高橋を包囲する。崇徳8年（1643年）、多羅饒餘貝勒アバタイ、護軍統領アルジン（Arjin、阿爾津）に随い、明及び黒龍江諸部を征伐した。
順治元年（1644年）、ジャライト部，ドルベト部，ゴルロス部の兵は睿親王ドルゴン（Dorgon、多爾袞）に随って山海関に入り、流賊の李自成を敗走させ、望都まで追った。順治2年（1645年）、豫親王ドド（Dodo、多鐸）に随い、江南を平定した。順治3年（1646年）、スニト（Sunit、蘇尼特）部出身の叛乱者タンジス（騰機思）を討伐に随い、ハルハのトシェート・ハーン（Tusiyetu han、土謝図汗），チェチェン・ハーン（Cecen han、車臣汗）を敗って支援した。順治7年（1650年）、ホルチン部はジャサク一つを加え、ドンゴルの子のジャンジルン（彰吉倫）にこれを統領させ、ベイレ（beile、貝勒）から郡王の爵に進んだ。順治13年（1656年）、順治帝はホルチン部及びジャライト部，ドルベト部，ゴルロス部，ハラチン部，トゥメト部，アオハン部，ナイマン部，バアリン部，ジャルート部，アルホルチン部，オンリュート部，ウジュムチン（Ujumucin、烏珠穆沁）部，ホーチト（Hoocit、浩斉特）部，スニト（Sunit、蘇尼特）部，アバガ（Abaga、阿巴噶）部，ドルベン・フーヘト部（四子部落）、ウラト（Urad、烏喇特）部，ハルハ左翼部，オルドス部（Ordos、鄂爾多斯）部の諸ジャサクに敕を賜った。
康熙13年（1674年）、三藩の乱に際し、ホルチン部は所部の兵を徴収して呉三桂を討伐した。康熙14年（1675年）、叛乱を起こしたチャハル部のブルニ（Burni、布爾尼）親王を討伐する。ホルチン部はその後のジュンガル・チベット征伐でも従軍した功があったため、トシェート・チンワン（Tusiyetu cin wang、土謝図親王），ダルハン・チンワン（Darhan cin wang、達爾漢親王），ジョリクト・チンワン（Joriktu cin wang、卓哩克図親王），ジャサクト・ギュンワン（Jasaktu cin wang、扎薩克図郡王）の四爵は他部に比べて報酬が増えた。ホルチン部の六旗は左右翼に分かれ、トシェート・チンワンは右翼を掌握し、ジャライト部の一旗，ドルベト部の一旗を管轄した。ダルハン・チンワンは左翼を掌握し、オルドス部の二旗を管轄し、ジェリム（哲里木）において盟（アイマク）を統べた。右翼中旗はバヤンフシャン（巴顔和翔）に駐在し、左翼中旗はイクタンガリク（伊克唐噶哩克）坡に駐在し、右翼前旗はシラブルハス（席喇布爾哈蘇）に駐在し、右翼後旗はエムトゥ（額木図）坡に駐在し、左翼前旗はイユエクリボ（伊岳克里泊）に駐在し、左翼後旗はシャンフル（双和爾）山に駐在した。
左翼中旗のジャサク・ダルハン・チンワン（扎薩克達爾漢親王）であるマンジュシリの玄孫にあたるスブタンバルジュル（色布騰巴勒珠爾）は、乾隆11年（1746年）3月にグルンフジン（固倫和敬）公主と結婚した。乾隆20年（1755年）、ジュンガルを平定した功によって双俸を加えられ、アムルサナーの叛乱によって爵を奪われる。乾隆23年（1758年）、再びホショイ・チンワン（和碩親王）に封ぜられる。乾隆37年（1772年）、征金川でまたフデ（富徳）に附いてアグイ（阿桂）を弾劾したため、爵を奪われる。乾隆40年（1775年）、爵が戻される。4代の後、グンチュクリンチン（棍楚克林沁）に至り、トシェグン（鎮国公）を襲名し、官は御前大臣までで死去した。その後、左翼中旗のトサラフグン（輔国公）二名、左翼後旗のトサラフグン（輔国公）一名は襲名者が途絶えた。左翼後旗のジャサク・ドロイ・ギュンワン（扎薩克多羅郡王）のセンゲリンチン（僧格林沁）は軍功によってボドレガタイ・ホショイ・チンワン（博多勒噶台和碩親王）に進んだ。同治4年（1865年）、ドロイベイレ（多羅貝勒）一名、トサラフグン（輔国公）二名が増えたのは、センゲリンチンの功による。
センゲリンチンの子のボヤンネモフ（伯彦訥謨祜）は初め、トサラフグン（輔国公）に封ぜられる。同治3年（1864年）、ベイレ（貝勒）に昇格し、同治4年（1865年）7月、ボドレガタイ・チンワン（博多勒噶台親王）を襲名し、御前大臣となる。11月、命により左翼中旗のジャサク・ダルハン・チンワン（扎薩克達爾漢親王）のソトナム・プンスク（索特那木朋蘇克）等と奉天馬賊を討伐した。同治5年（1866年）2月、馬賊を鄭家屯で大破した。3月、命により吉林余匪を捕えた。光緒の初め、光緒帝により兼鑲黄旗領侍衛内大臣を授かる。光緒17年（1891年）に死去する。

## ホルチン部の開墾史
順治年間（1643年 - 1661年）に、高・董・楊・周・梁・劉といった漢人六姓の人がホルチン左翼前旗に入り、秀水河沿岸に移住して開墾を始めた。
ホルチン左翼前旗
道光2年（1822年）、在住漢人農民は約200戸、開墾された草原面積は77000ヘクタール。
道光3年（1823年）、耕地になった草原面積は1500ヘクタール。
道光6年（1826年）、増加した漢人農民の戸は130、開墾された草原面積は1546ヘクタール。
光緒29年（1903年）、彰武県（現在の遼寧省彰武県）を設置。
光緒32年（1906年）、法庫庁（現在の遼寧省法庫県）を設置。
ホルチン右翼前旗
光緒30年（1904年）、開通県（現在の吉林省通楡県）を設置。
ホルチン左翼中旗
嘉慶14年（1809年）、すでに耕地に転換された草原面積は12500ヘクタール。
道光2年（1822年）、在住漢人農民は約200戸、開墾された草原面積は2000ヘクタール。
道光3年（1823年）、在住漢人農民は約255戸、開墾された草原面積は約2000ヘクタール。
道光6年（1826年）、増加した漢人農民の戸は760戸。
光緒2年（1876年）、奉化県（現在の吉林省梨樹県）・懐徳県（現在の吉林省公主嶺市）を設置。
光緒7年（1881年）、康平県（現在の遼寧省昌図県）を設置。
光緒28年（1902年）、遼源県（現在の吉林省双遼市）を設置。
ホルチン右翼中旗
光緒30年（1904年）、靖安県（現在の吉林省白城市洮北区）を設置。
光緒34年（1908年）、醴泉県（現在の内モンゴル自治区突泉県）を設置。
ホルチン左翼後旗
嘉慶7年（1802年）、在住漢人農民は4000戸。
道光12年（1832年）、懐徳・奉化・遼源の3県を設ける。
ホルチン右翼後旗
光緒31年（1905年）、安広県（現在の吉林省大安市）を設置。
宣統2年（1910年）、鎮東県（現在の吉林省鎮賚県）を設置。
アヘン戦争後のジェリム盟の開墾は最も激しく行われ、ゴルロス後旗，ジャライト，ドルベト3旗に編入された漢人農民戸は159844戸で1220558人となり、これらの漢人農民戸は当時の3旗モンゴル戸の8.9倍、人口は9.8倍となった。1902年から1908年までのわずか6年間でジェリム盟の開墾された草原面積は24億5000万平方メートルに達した。こうした漢人農民による大規模な開墾は170年の間に広大肥沃なホルチン草原を耕地にしてしまい、遊牧による牧畜産業は農業・半農半牧産業に転嫁された。現在、清朝前期に存在したホルチン大草原は、清朝中期から中華民国期にかけての開墾によってフンシャンダク砂漠とホルチン砂漠に変わっている。

## 清朝との婚姻関係
ホルチン部が清朝に帰順したとき、マングス（莽古斯）は娘のジェルジェルを太宗（ホンタイジ）に嫁がせ、皇后に立てられた（孝端文皇后）。マングスの子のジャイサン（寨桑）もハルジョルとブムブタイの娘2人を太宗に嫁がせ、ブムブタイは世祖（順治帝）の生母として皇太后に立てられた（孝荘文皇后）。ジャイサンの子のウクシャン（烏克善）とマンジュシリ（満珠習礼）、この2人の甥（ジャイサンの孫）のジョルジ（綽爾済）もそれぞれ娘を世祖に嫁がせた。ウクシャンの娘は皇后となった後に廃され、マンジュシリの娘は夭逝して悼妃と諡され、ジョルジの娘2人は皇后（孝恵章皇后）および妃（淑恵妃）となった。

## ホルチン部の爵位
ホルチン部には17名の爵がある。
1. ジャサク・ホショイ・トシェート・チンワン（扎薩克和碩土謝図親王）…一名
  - ドロイ・ベイレ（多羅貝勒）…一名
2. ジャサク・ホショイ・ダルハン・チンワン（扎薩克和碩達爾漢親王）…一名
  - ジョリクト・チンワン（卓哩克図親王）…一名
3. ドロイ・ギュンワン（多羅郡王）…二名（一親王から降格）
4. ドロイ・ベイレ（多羅貝勒）…一名
5. グサイ・ベイセ（固山貝子）…一名
6. トサラフグン（輔国公）…四名（一ベイセから降格）
7. ジャサク・ドロイ・ジャサクト・ギュンワン（扎薩克多羅扎薩克図郡王）…一名
8. ジャサク・ドロイ・ビントゥ・ギュンワン（扎薩克多羅冰図郡王）…一名
9. ジャサク・ドロイ・ギュンワン（扎薩克多羅郡王）…一名（ベイレから昇格）
  - トサラフグン（輔国公）…一名（ベイセ）から降格）
10. ジャサク・トシェグン（扎薩克鎮国公）…一名

## 歴代首長

### ジャサク・ホショイ・トシェート・チンワン（扎薩克和碩土謝図親王）
1. オーバ（奥巴）（1626年 - 1632年）
2. バダリ（巴達礼）（1633年 - 1671年）…オバの長男
3. バヤスフラン（巴雅斯呼朗）（1672年 - 1673年）…バダリの長男
4. アラシャン（阿喇善）（1674年 - 1688年）…バヤスフランの長男
5. シャジン（沙津）（1688年 - 1702年）…バダリの次男
6. アラシャン（阿喇善）（1702年 - 1711年）
7. エルジャイトゥ（鄂勒斎図）（1712年 - 1720年）…アラシャンの長男
8. アラブタン（阿喇布坦）（1720年 - 1759年）
9. チュイジャブ（垂扎布）（1759年 - 1767年）
10. ナワン（納旺）（1767年）
11. ラシナムジャル（喇什納木扎勒）（1767年 - 1782年）
12. ノルブリンチン（諾爾布璘沁）（1782年 - 1840年）
13. セテンドンルブ（色登端魯布）（1840年 - 1856年）
14. ババオドルジ（巴宝多爾済）（1856年 - 1890年）
15. セワンノルブサンバオ（色旺諾爾布桑宝）（1890年 - 1901年）
16. イェシハイシュン（業喜海順）（1902年 - ？）

### ドロイ・ベイレ（多羅貝勒）
1. シャジン（沙津）（1675年 - 1694年）
2. アビダ（阿必達）（1694年 - 1722年）
3. ドルジ（多爾済）（1723年 - 1746年）
4. トグスエルクト（特古斯額爾克図）（1746年 - 1759年）
5. グムジャブ（古穆扎布）（1759年 - 1799年）
6. サンインジヤト（三音済雅図）（1799年 - 1823年）
7. ダルマジャプ（達爾瑪扎普）（1823年 - 1841年）
8. サンインフビト（三音瑚比図）（1841年 - 1848年）
9. ワンチュクリンチン（旺楚克林沁）（1848年 - 1861年）
10. ダムリンワンジル（達木林旺済勒）（1861年 - 1881年）
11. ミンジュルセタン（敏珠爾色丹）（1881年 - 1887年）
12. カイビ（凱畢）（1887年 - 1910年）

### ジャサク・ホショイ・ダルハン・チンワン（扎薩克和碩達爾漢親王）
1. マンジュシリ（満珠習礼）（1652年 - 1665年）
2. フタ（和塔）（1665年 - 1669年）
3. バンディ（班第）（1671年 - 1710年）
4. ロブザングンブ（羅卜臧袞布）（1710年 - 1752年）
5. セブタンバリジュル（色布騰巴勒珠爾）（1752年 - 1755年）
6. セワンノルブ（色旺諾爾布）（1755年 - 1773年）
7. ワンジャリドルジ（旺扎勒多爾済）（1774年 - 1798年）
8. タンツェンワンブ（丹曾旺布）（1798年 - 1808年）
9. ブヤンウェンドルフ（布彦温都爾瑚）（1808年 - 1838年）
10. ソトナムプンスク（索特那木朋素克）（1838年 - 1874年）
11. ゴンボワンジル（棍布旺済勒）（1874年 - 1884年）
12. ナムジルセレン（那木済勒色楞）（1884年 - ？）

### ホショイ・ジョリクト・チンワン（和碩卓哩克図親王）
1. ウクシャン（烏克善）（1636年 - 1665年）
2. 畢勒塔噶爾（1666年 - 1667年）
3. オチル（鄂斉爾）（1668年 - 1682年）
4. 都勒巴（1682年 - 1688年）
5. バトマ（巴特瑪）（1688年 - 1725年）
6. 阿勒坦格呼勒（1725年 - 1736年）
7. ジャムバルジャムス（扎木巴勒扎木素）（1737年 - 1761年）
8. ゴンゲラブタン（恭格喇布坦）（1761年 - 1795年）
9. ラワン（拉旺）（1795年 - 1804年）
10. 噶勒桑棟羅布（1804年 - 1826年）
11. バトゥ（巴図）（1826年 - 1861年）
12. 済克登旺庫爾（1861年 - 1891年）
13. 丹色里特旺珠爾（1891年 - 1894年）
14. エルデムビリクトゥ（額爾徳木畢里克図）（1894年 - 1906年）
15. セワンドンルブ（色旺端魯布）（1908年 - ？）

### トサラフグン（輔国公）
1. セプテンバルジュル（色布騰巴勒珠爾）（1743年 - 1775年）
2. オルジェトムルエルキババイ（鄂勒哲特穆爾額爾克巴拜）（1775年 - 1793年）
3. オルジェイトゥ（鄂勒哲図）（1794年 - 1819年）
4. ジクムトゥ（済克默特）（1819年 - 1848年）
5. グンチュクリンチン（棍楚克林沁）（1848年 - 1884年）
6. ナストゥ（那蘇図）（1884年 - 1901年）
7. ダライ（達賚）（1901年 - ？）

### ドロイ・ギュンワン（多羅郡王）
1. 奇塔特（1649年 - 1653年）
2. エルデニ（額爾徳尼）（1653年 - 1675年）
3. ビリクトゥ（畢里克図）（1676年 - 1710年）
4. ノムンエルヘトゥ（諾捫額爾赫図）（1710年 - 1743年）
5. 阿旺蔵布（1743年 - 1759年）
6. 喇什噶勒当（1759年 - 1801年）
7. 桑済扎布（1801年 - 1805年）
8. 棟默特（1805年 - 1841年）
9. 済克默特朗布（1841年 - 1872年）
10. 那蘭格呼勒（1872年 - ？）

### ドロイ・ベイレ（多羅貝勒）
1. チョルジ（綽爾済）（1661年 - 1668年）
2. オチル（鄂斉爾）（1670年 - 1681年）
3. 巴克什固爾（1682年 - 1720年）
4. アラブタン（阿喇布坦）（1720年 - 1735年）
5. サムピルジャムス（薩木丕勒扎木素）（1735年 - 1757年）
6. 三音察袞（1757年 - 1810年）
7. セボクドルジ（色楞多爾済）（1810年 - 1823年）
8. 八格拉普坦（1823年 - 1859年）
9. 桑嚕布多特賽（1859年 - 1866年）
10. 昂噶扣（1866年 - 1883年）
11. 済克登達克斎瓦（1884年 - 1905年）
12. 済克登諾爾布林沁扎木蘇（1906年 - ？）

### グサイ・ベイセ（固山貝子）
1. ラシ（喇什）（1726年 - 1750年）
2. 達爾瑪達都（1750年 - 1753年）
3. バンジュル（班珠爾）（1753年 - 1786年）
4. シディ（錫第）（1786年 - 1820年）
5. 阿舒噶（1820年 - 1827年）
6. アミンウルトゥ（阿敏烏爾図）（1827年 - 1881年）
7. 班咱喇克散（1881年 - ？）
8. リンチンドルジ（林沁多爾済）（？ - ？）
9. 揚桑巴拉（1902年 - ？）

### トサラフグン（輔国公）
1. 烏爾呼瑪勒（1724年 - 1732年）
2. 瑪哈瑪育爾（1732年 - 1770年）
3. 錫達什哩（1770年 - 1828年）
4. バトゥ（巴図）（1828年 - 1853年）
5. 雲端帕爾賚（1853年 - 1877年）
6. ハスバトゥル（哈斯巴図爾）（1877年 - ？）

1. 図納赫（1661年 - 1688年）
2. 布尼（1688年 - 1722年）
3. 薩瑪第（1722年 - 1728年）
4. ラシセワン（喇什色旺）（1728年 - 1765年）
5. 色當噶瑪勒（1765年 - 1798年）
6. ノルブ（諾爾布）（1798年 - 1822年）
7. 博囉特（1822年 - 1841年）
8. 帕拉巴（1841年 - 1862年）
9. 斉默特多爾（1862年 - 1875年）
10. 徳勒格爾蒙克（1875年 - 1904年）
11. ドルジ（多爾済）（1904年 - ？）

1. 噶爾弼（1724年 - 1738年）
2. チャガンダラ（察罕達喇）（1738年 - 1742年）
3. 諾観達喇（1742年 - 1802年）
4. 旺親（1802年 - ？）

1. ハダ（哈達）（1750年 - 1803年）…固山貝子喇什の三男
2. バトマ（巴特瑪）（1803年 - 1825年）…哈達の長男

### ジャサク・ドロイ・ジャサクト・ギュンワン（扎薩克多羅扎薩克図郡王）
1. ブダチ（布達斉）（1636年 - 1644年）
2. 拜斯噶勒（1645年 - 1657年）
3. オチル（鄂斉爾）（1657年 - 1718年）
4. 薩祜拉克（1718年 - 1731年）
5. 沙津徳勒格爾（1731年 - 1749年）
6. ナワンスブタン（納旺色布騰）（1749年 - 1784年）
7. ラシドンロプ（喇什端羅布）（1784年 - 1798年）
8. ミンジュルドルジ（敏珠爾多爾済）（1798年 - 1834年）
9. 索諾那木倫布木（1834年 - 1867年）
10. 達特巴扎木蘇（1867年 - 1873年）
11. 根敦占散（1873年 - 1881年）
12. ウタイ（烏泰）（1881年 - ？）

### ジャサク・ドロイ・ビントゥ・ギュンワン（扎薩克多羅冰図郡王）
1. ホンゴル（洪果爾）（1636年 - 1641年）
2. エセン（額森）（1646年 - 1665年）
3. 額済音（1666年 - 1696年）
4. 達達布（1696年 - 1707年）
5. 宜什班第（1707年 - 1747年）
6. 喇特納扎木素（1747年 - 1776年）
7. 桑対扎布（1776年 - 1782年）
8. 羅卜蔵占散（1782年 - 1814年）
9. 林沁扎勒参（1814年 - 1858年）
10. 錫里巴咱爾（1858年 - 1877年）
11. 敏魯普扎布（1877年 - 1904年）
12. 棍楚克蘇隆（1904年 - ？）

### ジャサク・ボドレガタイ・チンワン（扎薩克博多勒噶台親王）
1. ドンゴル（棟果爾）（鎮国公：1636年 - 1643年）
2. ジャンジルン（彰吉倫）（多羅貝勒：1648年 - 1650年、扎薩克多羅郡王：1650年 - 1664年）
3. 布達礼（1664年 - 1684年）
4. 扎噶爾（1684年 - 1685年）
5. 岱布（1685年 - 1710年）
6. アラブタン（阿喇布坦）（1710年 - 1716年）
7. 羅卜蔵喇什（1716年 - 1738年）
8. 斉黙特多爾済（1738年 - 1782年）
9. 巴勒珠爾（1782年 - 1783年）
10. 索特納木多布斎（1783年 - 1825年）
11. センゲリンチン（僧格林沁）（1825年 - 1854年、扎薩克博多勒噶台親王：1854年 - 1865年）
12. バヤンネモフ（伯彦訥謨祜）（1865年 - 1891年）
13. 阿穆爾霊圭（1891年 - ？）

### トサラフグン（輔国公）
1. セブテンドルジ（色布騰多爾済）（固山貝子：1738年 - 1743年）
2. ソノムセレン（索諾木色稜）（鎮国公：1743年 - 1771年）
3. ナシュンバトゥ（納遜巴図）（輔国公：1771年 - ？）

### ジャサク・トシェグン（扎薩克鎮国公）
1. ラマシヒ（喇嘛什希）（1636年 - 1647年）
2. セレン（色稜）（1648年 - 1661年）
3. 都什轄爾（1661年 - 1697年）
4. 図努瑪勒（1697年 - 1725年）
5. ラマジャブ（喇嘛扎布）（1725年 - 1754年）
6. 布延徳勒格爾（1754年 - 1755年）
7. ミンジュルドルジ（敏珠爾多爾済）（1755年 - 1768年）
8. サムピルジャムス（薩木丕勒扎木素）（1768年 - 1802年）
9. セワンドルジ（色旺多爾済）（1802年 - 1834年）
10. 多布沁旺丹（1834年 - 1840年）
11. オルジェジルガル（烏勒済済爾噶勒）（1840年 - 1872年）
12. トグスビリクトゥ（特古斯畢里克図）（1872年 - 1888年）
13. ラシミンジュル（喇什敏珠爾）（1889年 - ？）

### ドロイ・ベイレ（多羅貝勒）
1. バヤンネモフ（伯彦訥謨祜）（輔国公：1855年 - 1864年、多羅貝勒：1864年 - 1865年）
2. ナルス（那爾蘇）（1865年 - 1890年）
3. 阿穆爾霊圭（1890年 - 1891年）
4. 温都蘇（1891年 - 1893年）
5. アルタンオチル（阿勒坦鄂斉爾）（1893年 - ？）

### トサラフグン（輔国公）
1. 朗布林沁（1855年 - 1858年）
2. 布彦図固魯克斉（1858年 - 1871年）
3. 布彦巴哩克斉（1871年 - 1884年）
4. 博迪蘇（1884年 - ？）

1. 温都蘇（1865年 - 1891年）
2. ナシュンバダルフ（那遜巴達爾呼）（1891年 - 1900年）
3. 那遜阿爾畢吉呼（1900年 - ？）

## 参考資料
- 趙爾巽他『清史稿』（列伝三百五 藩部一、表四十九 藩部世表一）
- 宮脇淳子『モンゴルの歴史 : 遊牧民の誕生からモンゴル国まで』刀水書房〈刀水歴史全書〉、2002年。ISBN 4887082444。 NCID BA58841047。全国書誌番号:20329396。